# Sant Jaume de Vilanova
Sant Jaume de Vilanova o Sant Jaume de Vilanova del Pla és una església romànica de finals del segle xi al terme municipal de Santa Maria d'Oló, al Moianès. Presenta unes característiques especials que la fan única: és rodona, ha sigut restaurada per Josep Puig i Cadafalch i té uns nínxols excavats als murs realment originals, tot i que és un tema obscur per manca de dades.
Està adossada a una antiga masia, té planta circular, rematada amb un absis semicircular que sobresurt a l'exterior. El temple es cobreix mitjançant una cúpula que baixa en uns murs, on s'allotgen quatre absidioles repartides simètricament. A l'exterior les parets són llises, i en sobresurt únicament un fris d'arquets dalt de l'absis. Posseeix una portada amb precioses ferramentes originals de l'època. Aquesta singular construcció té models semblants a les esglésies de Sant Miquel de la Pobla de Lillet o Sant Vicenç del Castell de Lluçà. L'edifici, situat no gaire lluny de Sant Feliuet de Terrassola, va ser restaurat per Josep Puig i Cadafalch el 1931. Antigament pertanyia a Santa Maria d'Oló, però en una rectificació de termes parroquials de mitjan segle xx quedà unida a Sant Feliu de Terrassola.
És una obra de Santa Maria d'Oló (Moianès) inclosa a l'Inventari del Patrimoni Arquitectònic de Catalunya.

## Característiques
Enclavada en un angle de la masia Vilanova del Pla, a 8 km de L'Estany i 6 km de Santa Maria d'Oló (Moianès), està a pocs passos de l'antiga ruta ibero-romana a Manresa i Lleida, que passa per Oló.
Encara que ho sembli l'església no és una torre de defensa de la masia Vilanova del Pla: la masia ja existia el 1093, així com l'església, però al segle xviii la masia es va ampliar. De tal manera que l'expansió arribà a l'església i tapà l'única finestra romànica. Això obligà a obrir-ne una altra de més gran, rectangular, de llum indirecte.
Hi ha una ampliació romànica a la zona de l'altar, de característiques típiques d'aquest estil, als segles xi i xii. Però l'església rodona és anterior i els nínxols presenten un opac misteri fins ara. Puig i Cadafalch la qualificà senzillament de preromànica.
És una església simple i rural, d'un model ja perdut, cosa que augmenta el seu valor. Tot i tenir murs realment gruixuts, gràcies als nínxols resulta airós i inclús lleuger. Les bandes llombardes que emmarquen la finestra i l'àbsida el fan bonic. Tenia també un pòrtic al costat lateral esquerra que el fa ser un formós exemple d'art llombard. Té gran equilibri de línies i proporcions. El seu aspecte sòlid li dona un aire elegant i majestuós.

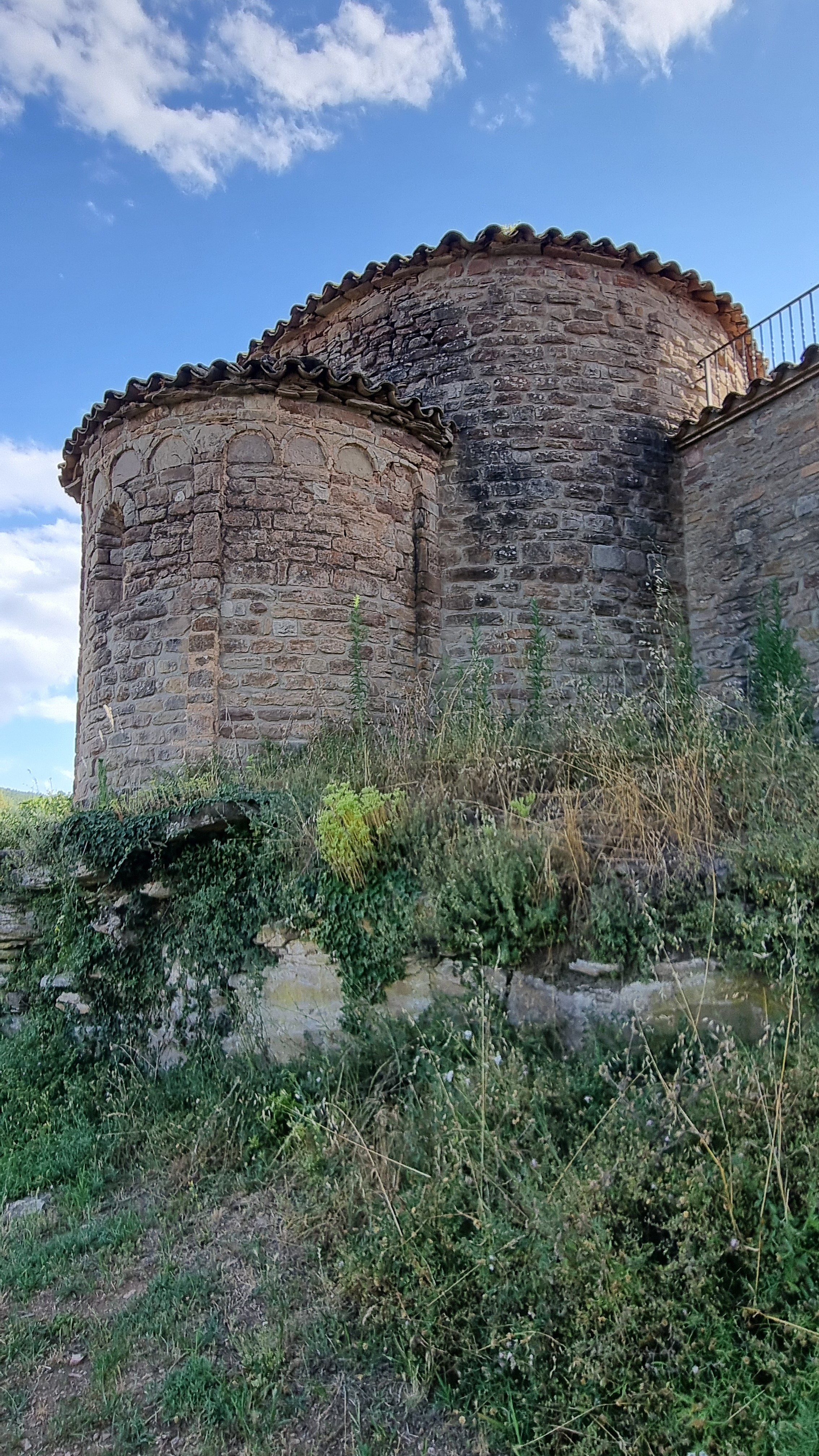
Absis de Sant Jaume de Vilanova

## Origen
S'han conservat pocs documents sobre el seu origen entre ells el testament d'Arnau d'Oló (1175), d'una època en la qual segons Puig i Cadafalch l'església estava dempeus ja feia un segle. El 1330 Arnau de Vilanova ven terrenys de Sant Pere (al costat de Sant Jaume), segons rebut existent, al Monestir de l'Estany. D'acord amb aquestes dades, s'hauria de situar l'origen cap al segle xi, període romànic, com a molt llunyà.
Segons Jordi Vigué queden set o vuit esglésies rodones avui dia. Les del Bosc i de Sant Adjutori (Barcelona i Sant Cugat del Vallès) són preromanes i dedicades a divinitats del bosc. La seva missió era beneficiar la vida en aquell hàbitat, que proporcionava nombrosos serveis: cacera (senglars, conill, llebre, ocells), medicaments (romaní, farigola, til·la, pi, avet), fusta per escalfar-se i construcció o bé menjar (bolets, maduixes, gerds). Vigué classifica la majoria d'elles de preromàniques, advertint que usa la denominació de Puig i Cadafalch: tot el que no és romànic és preromànic; i només és un primer pas d'un estudi més profund que algun dia es farà (1975).
Finalment es coneix l'excavació arqueològica a Sant Pere de les Puel·les a Barcelona, l'objectiu de la qual era determinar si l'església fou fundada per Carlemany, tal com diu la llegenda, a través del seu fill i hereu Lluís el Pietós. Es va trobar, a la capçalera del temple anterior, en un mur pintures de Sant Sadurní, patró dels soldats francs, i un escrit on es precisa que va ser Carlemany qui l'ha va fer edificar, abatent l'església primitiva. Trobada la base de la primitiva resulta que és de planta rodona, amb parets envoltada de seients i l'altar al mig. Seguint el model romà de culte al sol (Helios), només hi ha dos punts de llum al temple: una petita porta i una claraboia central al sostre. Els murs presenten línies de calendari solar, un a lo llarg de l'any i un altre de rellotge diari de sol. Si Sant Pere de les Puel·les segueix el model romà del segle Primer i com a molt moderna és visigoda (segles VI-VII), anterior a Carlemany, la de Sant Jaume de Vilanova del Pla té indicis de tenir el mateix perfil.
Per tant, cal situar-la entre el segle i, on s'inicia el culte romà al sol, i el IX, data de la coronació de Carlemany. Als voltants hi ha més indicis de culte al sol o de la seva utilitat més immediata: la serra d'Horabona a l'Estany i el claustre del seu monestir. El primer significa lloc de culte per on surt el sol, paraula llatina traducció d'una anterior que ha cridat l'atenció dels lingüistes pel seu adjectiu mal posat; del segon hi ha diversos capitells sobre vida agrícola, ja que la religió va liderar-la.Tenien personal expert que anotava dades meteorològiques regularment i, per tant, instruments amb els quals podien endevinar quan (probablement) plouria, què calia plantar i en quin moment.
L'observació, seguint a Puig i Cadafalch, indica: és de planta circular, amb quatre grans nínxols excavats a la paret, amb seients; no són simètrics ni de la mateixa mida; la cúpula del sostre inclou en la construcció una forma de serp en espiral; la tanca una pedra quadrada. Al lloc de l'antiga porta hi ha una ampliació romànica que conté l'altar i dues finestretes de doble esqueixada situades una a l'àbsida i l'altre en lloc oposat. Per fora té arcs llombards. L'actual porta, també romànica, trenca totalment una possible simetria. Els murs estan formats per rengleres de blocs desiguals tallats a cops de martell, indicadors de primitivisme.
Segons indiquen Vigué i Puig l'ampliació romànica va obligar a canviar el lloc de la porta original, perdent la simetria esperada. Per tant, abans del segle xi, data de l'ampliació, no tenia ni una sola finestra i l'únic punt de llum era la claraboia del sostre, probablement més gran que la pedra que actualment es veu. L'espiral de la cúpula és, segons Puig i Cadalfach, el símbol del camí del sol extensiu a la vida, amb una ruta amb principi i final. Aquests, sembla ser, són indicis suficients per fer la hipòtesi d'un temple dedicat a Helios i a l'estudi de l'astre solar.

## Ampliació de l'esglesiola
La vall del Pla tenia una població d'un centenar de persones a finals de 1800. Contenia les masies de Bojons, Rocafort, Rocabruna, El Güell, les Rovires, l'Alou, la Pinosa, Montcabrer, El Pla, la Sala, Vilanova del Pla i el Verdaguer. Per focs, al segle xv hi habitaven 54 persones. Fins i tot sense desplaçar l'altar a l'àbsida romànica n'hi cabien 120 i ara n'hi caben dos-centes o més. L'interior del temple va ser ampliat.
Sant Jaume de Vilanova del Pla està molt a prop de la ruta medieval Empúries-Olot-Girona-Vic-Manresa-Lleida, la qual coincideix en bona part amb l'Eix Transversal. És a dir, la ruta de Sant Jaume, camí de pelegrins. Desembarcaven a Port de la Selva i pujaven a Sant Pere de Rodes, on descansaven, prosseguint després fins a Olot, Girona i Vic. Des de Manresa, breu visita a Montserrat i cap a Santiago. L'Estany, municipi a pocs quilòmetres de l'anterior, també té pelegrinatge marià, punt al camí de Sant Jaume camí de Montserrat. La màxima esplendor va ser al segle xiv, època que també coincideix amb l'entrada al Santoral cristià dels noms Pere i Jaume. A Vilanova del Pla, Sant Pere i Sant Jaume entrarien en aquell moment substituint als sants de moda anteriors.
Si la varen ampliar probablement és a causa del pelegrinatge. Potser la casa era un alberg i l'església el seu lloc de resar i besar els sants. Puig i Cadafalch apunta al mateix per un altre tema: els nínxols.

### Els enormes nínxols
El minúscul temple de 5,5 m de diàmetre té quatre nínxols desiguals dos a dos. Segons l'insigne autor, Puig i Cadafalch, a Catalunya només hi ha quatre esglésies amb nínxols excavats a la paret: la de Cellers al Pallars Sobirà, la catedral romànica de la Seu d'Urgell, Sant Pere Molanta (de planta circular) i aquesta. Les dues primeres diuen que ho tenen per la moda francesa del romànic primitiu; a Sant Pere Molanta expliquen que serveixen per posar sants i es van crear durant el barroc (Vigué, ib). Això porta a Puig i Cadafalch a estudiar el primer romànic, és a dir, el de Sant Martin de Tours.
L'autor explica que Tours va tenir un èxit tant gran de pelegrins que no podien dir missa o resar ni concentrar-se de cap manera. Tothom volia besar el sant, posar espelmes, tocar l'estàtua i fer donacions. Diners que es convertiren en relíquies i més sants, és a dir més soroll i manca de devoció. Per solucionar-ho varen construir una girola, passadís que va per darrere l'altar i permet fer entrar i sortir als pelegrins sense interferir en el culte del temple. I com que no tenien més espai varen excavar les gruixudes parets a fi de posar-hi sants i relíquies als nínxols que en varen sortir.
L'arquitecte ho relaciona amb normes que els benedictins aplicaven a llocs de pelegrinatge; en part són mitjans de comunicació entre espais de manera que no alteressin la litúrgia i en part capelles laterals per a sants diversos. Eren quatre o sis, segons la importància del lloc, i anaven de més gran a més petita, a mesura que es distanciaven de l'altar.
Efectivament, a l'Estany hi havia un monestir de benedictins abans de l'actual agustí (1130), al qual va pertànyer Sant Feliu de Terrassola segons èpoques i una fita del camí de Sant Jaume. Els nínxols de davant mesuren 1,18 m per 0,66 m de profunditat mentre que els més llunyans fan 0,94 m per 0,48m; la paret és d'1,10 m, realment molt gruixuda.

## Restauració
Va estar tancat al culte des del segle xviii i usat per a diverses finalitats, com ara magatzem, cort de porcs, etc. És una de les més encertades restauracions i un exemplar molt ben conservat. Després de la restauració de Puig i Cadafalch (1931) per encàrrec del propietari, el Dr. Peiry, conegut traumatòleg de Barcelona, va tornar al seu primer ús religiós i cultural. El 2015 es podia visitar demanant la clau als propietaris de la masia.